# Westelijke grondpapegaai
De westelijke grondpapegaai (Pezoporus flaviventris) is een papegaai uit het geslacht Pezoporus die voorkomt in Australië. De soort werd in 1911 door de Australische vogelkundige  Alfred John North geldig beschreven maar al spoedig wegens grote overeenkomst in verenkleed met de (gewone) grondpapegaai (P. wallicus flaviventris) als een ondersoort beschouwd.  De ondersoort werd na een analyse van het mitochondriaal DNA in 2010 toch weer opgesplitst in een oostelijke soort en een westelijke soort. Volgens de auteurs gingen de twee ondersoorten zo'n 2 miljoen jaar geleden uiteen. Op de IOC World Bird List en  Rode Lijst van de IUCN staat de vogel sinds 2023 weer als ondersoort omdat men het moleculair genetisch onderscheid niet overtuigend genoeg vond.

## Voorkomen en status
De westelijke grondpapegaai komt voor in kustgebieden in het zuidwesten van Australië. Ze leven bij voorkeur in moerassige en boomloze kustvlakten, grasvelden en rietvelden met laag struikgewas.
Bijna de hele populatie van 110 exemplaren leeft slechts in één nationaal park in het zuidwesten van Australië, wat de soort kwetsbaar maakt. De soort wordt bedreigd door verlies aan habitat en door uitheemse roofdieren zoals katten en vossen. Volgens Australische regelgeving (Environment Protection and Biodiversity Conservation Act) is de westelijke grondpapegaai een ernstig bedtreigde diersoort.

## Kenmerken

### Uiterlijk
P. wallicus flaviventris heeft een lange staart. Zijn totale lengte bedraagt zo'n 30 cm. Hij is grasgroen met bruinzwarte strepen, wat een schutkleur is. Deze kleuren komen ook voor bij de kakapo, een geval van convergente evolutie. De veren op de buik en onder de dekveren van de staart zijn lichtgeel met zwart. Volwassen exemplaren hebben ook een oranjerode strook boven de bek. Jongen hebben dit niet, zij zijn ook iets doffer van kleur en hebben een kortere staart.
De papegaai is een solitair levende en schuwe vogel. Hij leeft voornamelijk op de grond, maar kan toch goed vliegen. Hij zal eerder weglopen dan wegvliegen om te vluchten. Zijn vliegen wordt gekenmerkt door luide, zoemende vleugelslagen, met daartussen periodes waarin de vogel zich laat glijden door de lucht.

### Voeding
De soort leeft van zaden, bladeren en bloemen van planten in zijn leefgebied.

### Geluid
Hoewel de soort meestal stil is heeft hij een opvallende roep, die hij gebruikt bij zonsopgang en -ondergang. De roep bestaat uit doordringende en opeenvolgende fluittonen die steeds hoger worden. Soortgenoten in de buurt beantwoorden de roep.

## Voortplanting
De broedperiode van de soort strekt zich uit van september tot januari. Het nest bestaat uit een holte in de grond die is bekleed met fijne takken, bladeren, varen en gras. Het nest wordt meestal goed verstopt in het struikgewas.
Een legsel bestaat meestal uit 3 tot 4 eieren die na 21 dagen uitkomen. De kuikens hebben grijszwarte, dikke donsveren die hen camoufleren. Ze blijven twee tot drie weken in het nest. Ze worden drie keer per dag gevoed.
Het vrouwtje staat in voor het broeden, de mannetjes zorgen zolang voor het vrouwtje. Beide geslachten voeden de jongen.